# Botond

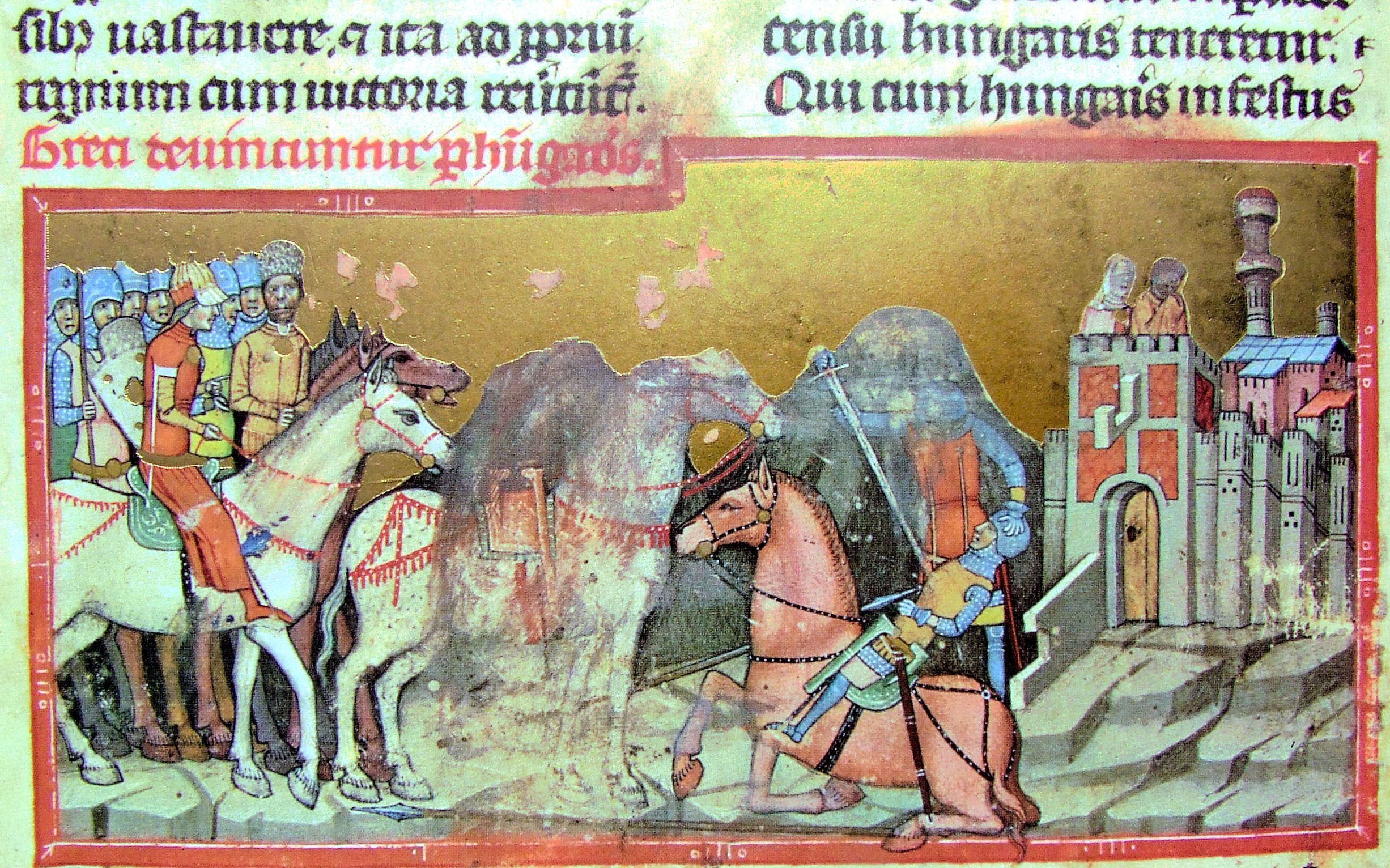
Botond, cap tribal hongarès, lluitant contra el gegant grec davant les portes de Constantinoble. Es veu el cap Apor sobre el seu cavall blanc, i damunt la porta trencada es veu l'emperador romà d'Orient i la seva dona. Imatge de la Crònica Il·lustrada Hongaresa.

Botond (dates desconegudes) fou un cap tribal hongarès del segle x que lluità contra els germànics i segons la tradició llegendària va derrotar un gegant grec a les portes de Constantinoble.

## Biografia
La tradició a la Crònica Il·lustrada Hongaresa estableix que el 907 la nació hongaresa va escollir-lo, a ell i els líders Lél i Bulcsú com a tutors del jove príncep Zoltán després de la mort del seu pare, el Gran Príncep Árpád. Els tres tutors foren coneguts per aconseguir una gran victòria sobre les forces germàniques després de tres dies de combat. Poc temps després, aquests tres mateixos caps hongaresos també aconseguiren una victòria a la campanya militar dels hongaresos contra els germànics l'any 945.
Segons la tradició, el 10 d'agost del 955, Botond s'adonà de la terrible derrota patida pels hongaresos a la Batalla de Lechfeld mentre lluitava al camp, al riu Meno, a territoris germànics. Després de saber-ho, com a represàlia Botond sortí victoriós sobre els germànics i com a venjança executà els presos de guerra.
Després de la derrota a occident, els hongaresos començaren a fer incursions cap a orient, intentant sotmetre les regions frontereres de l'Imperi Romà d'Orient. Segons les llegendes hongareses, el cap hongarès Apor i Botond viatjaren cap a l'any 960 a Constantinoble, exigint un impost de guerra a l'emperador romà d'Orient (el qual probablement per les dates devia ser Romà II). Després que ambdós exèrcits s'enfrontessin, els hongaresos i els romans d'Orient varen decidir que per evitar un vessament de sang innecessari, organitzarien un duel amb el millor guerrer de cada bàndol.
Un enorme gegant grec fou escollit per lluitar pels romans d'Orient, mentre Botond, més aviat petit, representava els hongaresos. Tanmateix, a la vista de grecs i hongaresos, Botond abaté el gegant i amb la seva batolla obrí un forat al portal romà d'Orient de la ciutat, intimidant el mateix emperador. L'esdeveniment conclogué amb el pagament de l'impost als hongaresos.
Segons la tradició hongaresa, Botond va morir en territori hongarès a la regió de Nógrád i fou enterrat a Verőce, on actualment es troba el castell de Migazzi.